# Port lotniczy Labuan
Port lotniczy Labuan (IATA: LBU, ICAO: WBKL) – port lotniczy położony na Labuan, w Malezji.